# Synandrospadix
Synandrospadix, monotipski rod kozlačevki, dio je tribusa Spathicarpeae.
Izvorni areal ove vrste je Argentina, Paragvaj, Peru i Bolivija, gdje je u narodu poznata kao choclo de zorro

## Ime
Ime roda dolazi od grčkog syn što znači zajedno, andros što znači muški i spadix za muške cvjetove koji su nagomilani na spadiksu.
Specifični epitet (ime vrste) vermitoxicus znači "otrovno za crve", odnosi se na jednu od tradicionalnih upotreba njenog gomolja kao insekticida.

## Opis
Synandrospadix vermitoxicus je gomoljasta trajnica porijeklom iz središnje Južne Amerike gdje rastena otvorenim šikarama i jarcima uz cestu. Veliki listovi su sjajni i srcastog oblika s valovitim rubovima. Lišće tvori uspravni bokor u obliku vaze. Ljeti će se jedan ili više visokih cvatova pojaviti iz baze grozda. Poput drugih aroida, cvat se sastoji od vanjske lopatice (spata) i unutarnjeg, koji se zove spadiks. Lopatica je kremasto bijela s tamnozelenom bojom, okomite pruge izvana i tamnoljubičaste, okomite pruge iznutra. Spadiks je tamno kestenjaste boje. Cvat također stvara neugodan, smrdljiv miris, karakteristiku koju dijeli s nekim drugim aroidima (najpoznatiji možda Amorphophallus titanum, ili cvijet lešina). Ovo je biljka koja sporo raste i dostiže visinu do 2 metra u zrelosti.